# Tupiczyna (rejon kościukowicki)
Tupiczyna (biał. Тупічына; ros. Тупичино, hist. pol Tupiczyn) – agromiasteczko na Białorusi, w rejonie kościukowickim obwodu mohylewskiego, około 12 km na wschód od Kościukowicz.

## Historia
Przed rozbiorami dobra te należały do województwa mścisławskiego Rzeczypospolitej. Po I rozbiorze Polski w 1772 roku znalazły się na terenie Imperium Rosyjskiego, w gminie Berezki (obecnie Biarozki, biał. Бярозкі) ujezdu klimowickiego guberni mohylewskiej. W 1917 roku Tupiczyn znalazł się w ZSRR, od 1991 roku – na Białorusi.
Klucz kościukowicki był dziedzictwem rodziny Ciechanowieckich herbu Dąbrowa od XVI wieku, kiedy to księżniczka Lingwienicz Mścisławska, wychodząc za stolnika wielkiego litewskiego Nikodema Kiszkę Ciechanowieckiego (~1500–~1547) wniosła mu ten majątek w posagu. W XIX wieku właścicielem tych wielkich dóbr, liczących 25 tysięcy morgów był Włodzimierz Ciechanowiecki (1820–1900), marszałek szlachty guberni mohylewskiej, potomek w prostej, męskiej linii (9 stopnia) Nikodema. Pałac kościukowicki został zniszczony w czasie powstania styczniowego i rodzina zamieszkała w również należących do niej Koniczach (obecnie Kaniczy, biał. Канічы). Włodzimierz miał 2 synów i 3 córki. Majątek Konicze dostał się synowi Zygmuntowi, natomiast Tupiczyn – Platonowi Włodzimierzowi (1860–1938).
Poza powyższym, pod koniec XIX wieku był tu również majątek rodziny Makowieckich, o powierzchni 755 dziesięcin ziemi.
W ostatniej dekadzie XIX wieku wieś liczyła 92 dymy i 485 mieszkańców. Zlokalizowany był tu zapasowy gminny magazyn zbożowy. Działały tu młyn wodny, folusz i karczma.

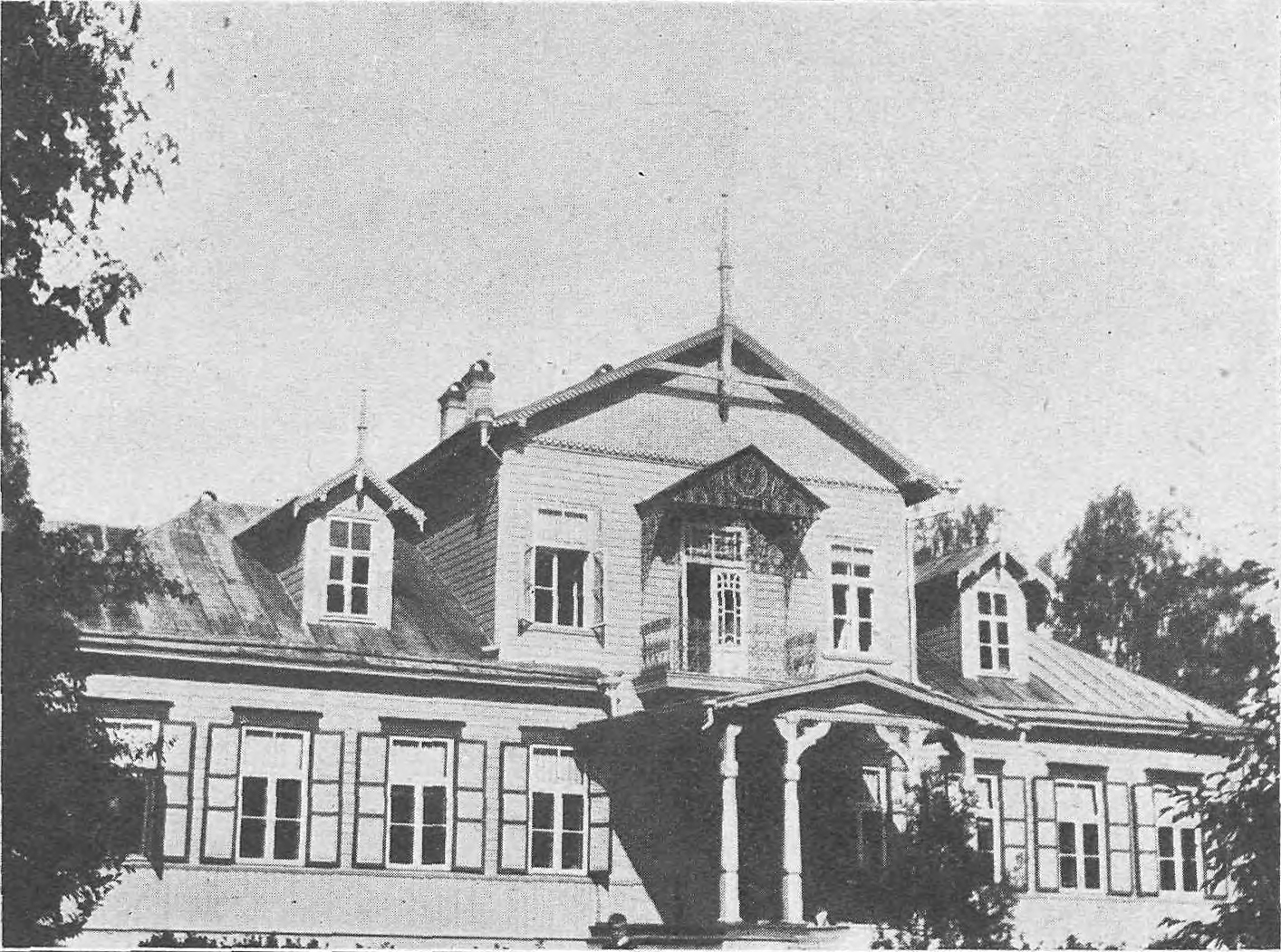
Dwór przed I wojną światową

## Dawny dwór
Platon Włodzimierz Ciechanowiecki wybudował tu w 1906 roku dwór. Fundamenty i sklepienia pochłonęły 200 tysięcy cegieł. Dom był zbudowany z dębowych i sosnowych  bali. We wnętrzu były 24 pokoje, w tym sześciookienna sala balowa. Posadzki w pomieszczeniach reprezentacyjnych były wykonane z dębu, jesionu i mahoniu. Koszt budowy domu przekroczył 50 tysięcy rubli w złocie. Wiele mebli było sprowadzonych z zagranicy, ale były też meble zrobione przez miejscowych rzemieślników, którzy ukończyli pobliską szkołę rzemiosł w majątku Wiszenka. 
Dwór w Tupiczynie w czasie rewolucji październikowej został zamieniony na więzienie, w którym zostali osadzeni miejscowi ziemianie i inteligencja. Tutejsi chłopi spalili dwór w 1919 roku. 
Majątek w Tupiczynie jest opisany w książce Antoniego Urbańskiego Pro memoria: 4-ta serja rozgromionych dworów kresowych, z serii Memento kresowe.